# MLS Supporters' Shield
MLS Supporters' Shield je trofej udělovaná nejlepšímu týmu základní části americké Major League Soccer. Vítězem MLS je vítěz MLS Cupu, playoff následující po základní části.

## Přehled vítězů
| Sezóna | MLS Supporters' Shield | MLS Cup (vítěz MLS)  |
| ------ | ---------------------- | -------------------- |
| 1996   | Tampa Bay Mutiny       | DC United            |
| 1997   | DC United              | DC United            |
| 1998   | Los Angeles Galaxy     | Chicago Fire         |
| 1999   | DC United              | DC United            |
| 2000   | Kansas City Wizards    | Kansas City Wizards  |
| 2001   | Miami Fusion           | San Jose Earthquakes |
| 2002   | Los Angeles Galaxy     | Los Angeles Galaxy   |
| 2003   | Chicago Fire           | San Jose Earthquakes |
| 2004   | Columbus Crew          | DC United            |
| 2005   | San Jose Earthquakes   | Los Angeles Galaxy   |
| 2006   | DC United              | Houston Dynamo       |
| 2007   | DC United              | Houston Dynamo       |
| 2008   | Columbus Crew          | Columbus Crew        |
| 2009   | Columbus Crew          | Real Salt Lake       |
| 2010   | Los Angeles Galaxy     | Colorado Rapids      |
| 2011   | Los Angeles Galaxy     | Los Angeles Galaxy   |
| 2012   | San Jose Earthquakes   | Los Angeles Galaxy   |
| 2013   | New York Red Bulls     | Sporting Kansas City |
| 2014   | Seattle Sounders FC    | Los Angeles Galaxy   |
| 2015   | New York Red Bulls     | Portland Timbers     |
| 2016   | FC Dallas              | Seattle Sounders FC  |
| 2017   | Toronto FC             | Toronto FC           |
| 2018   | New York Red Bulls     | Atlanta United FC    |
| 2019   | Los Angeles FC         | Seattle Sounders FC  |
| 2020   | Philadelphia Union     | Columbus Crew SC     |

| Počet vítězství | Klub                 | Roky                   |
| --------------- | -------------------- | ---------------------- |
| 4               | Los Angeles Galaxy   | 1998, 2002, 2010, 2011 |
| 4               | DC United            | 1997, 1999, 2006, 2007 |
| 3               | Columbus Crew        | 2004, 2008, 2009       |
| 3               | New York Red Bulls   | 2013, 2015, 2018       |
| 2               | San Jose Earthquakes | 2005, 2012             |
| 1               | Tampa Bay Mutiny     | 1996                   |
| 1               | Sporting Kansas City | 2000                   |
| 1               | Miami Fusion         | 2001                   |
| 1               | Chicago Fire         | 2003                   |
| 1               | Seattle Sounders FC  | 2014                   |
| 1               | FC Dallas            | 2016                   |
| 1               | Toronto FC           | 2017                   |
| 1               | Los Angeles FC       | 2019                   |
| 1               | Philadelphia Union   | 2020                   |